# Martina Hrašnová
Martina Hrašnová (rodným jménem Danišová, někdy psána jako Martina Danišová-Hrašnová, narozená 21. března 1983, Bratislava) je slovenská atletka, která se věnuje hodu kladivem. Měří 177 cm a váži 84 kg. Jejím trenérem je Jozef Hanušovský. Závodí za sportovní klub VŠC Dukla Banská Bystrica.

## Sportovní kariéra
16. května 2009 na závodech v Trnavě překonala vlastní slovenský rekord z roku 2008 o 8 cm a vylešila jej na hodnotu 76,90 m. V historických tabulkách se jedná o 4. nejlepší výkon vůbec.

## Pozitivní dopingový nález
Od srpna 2003 do srpna 2005 jí byl udělen zákaz sportovní činnosti pro pozitivní dopingový nález nandrolonu v jejím těle.

## Umístění
Letní olympijské hry
- Peking 2008 – ve finále obsadila 8. místo výkonem 71,00 m.

Mistrovství světa
- Berlín 2009 – 3. místo – bronzová medaile (74,79 m)
- Osaka 2007 – nepostoupila z kvalifikace (68,15 m)
- Edmonton 2001 – nepostoupila z kvalifikace (61,26 m)

Mistrovství Evropy
- Göteborg 2006 – nepostoupila z kvalifikace (62,39 m)
- Mnichov 2002 – nepostoupila z kvalifikace (60,28 m)

Mistrovství světa juniorů
- Santiago 2000 – 5. místo (57,75 m)

Mistrovství Evropy juniorů
- Grosseto 2001 – 2. místo (61,97 m)

Mistrovství světa dorostenců
- Bydgoszcz 1999 – 12. místo (46,38 m)

## Chronologický přehled nejlepších výkonů
Hod kladivem
- 1999 – 58,61 m (Riga, Lotyšsko)
- 2000 – 61,62 m (Banská Bystrica, Slovensko)
- 2001 – 68,50 m (Kladno, Česko)
- 2002 – 68,22 m (Schwechat, Rakúsko)2003 – 64,43 m (Ostrava, Česko)
- 2004 – kvůli pozitivnímu dopingovému nálezu nesoutěžila
- 2005 – 69,24 m (Ostrava, Česko)
- 2006 – 73,84 m (Trnava, Slovensko)
- 2007 – 69,22 m (Coolidge, USA)
- 2008 – 76,82 m (Remeš, Francie)
- 2009 – 76,90 m (Trnava, Slovensko)